# L'Estaque

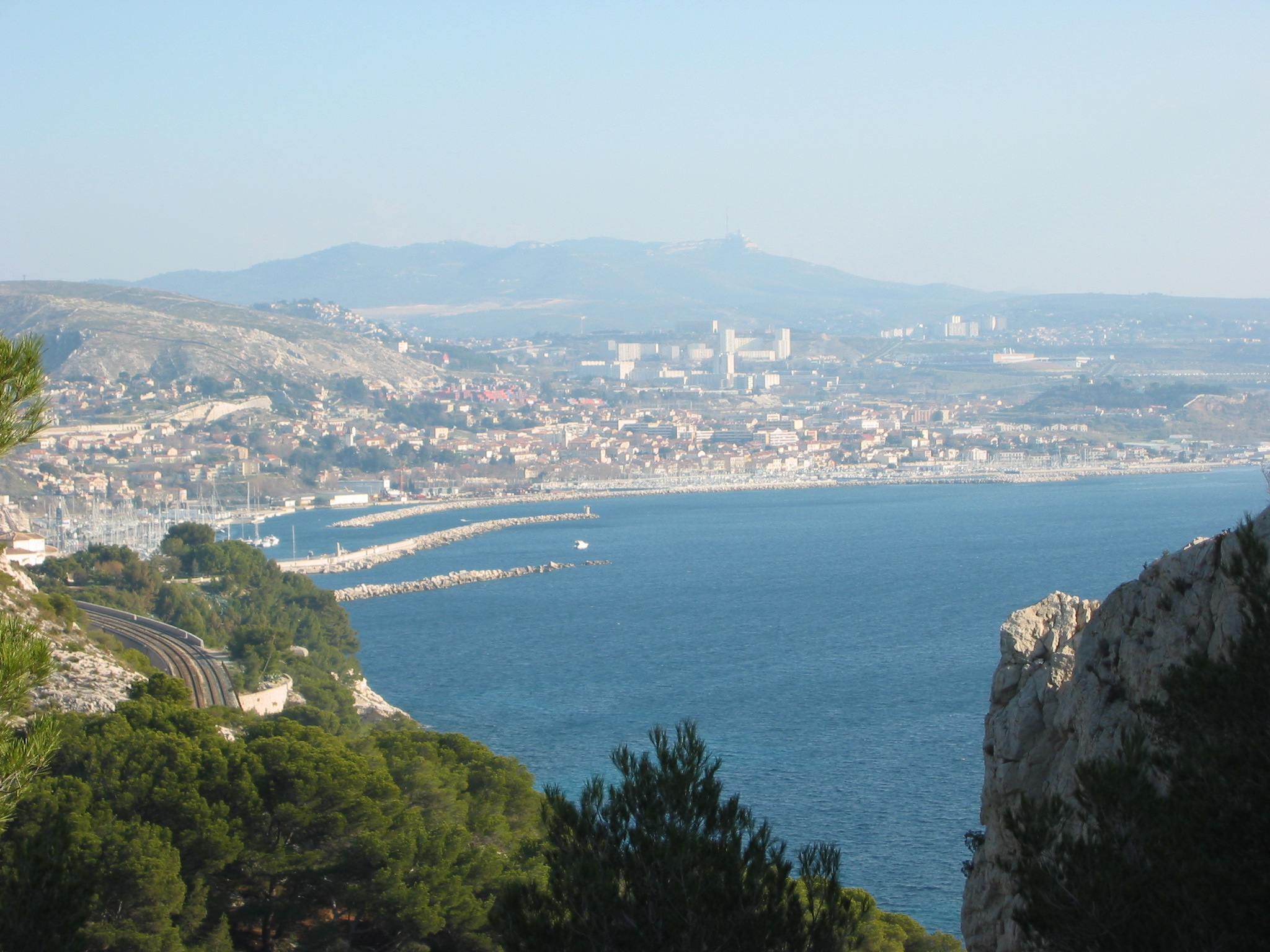
L'Estaque, 2006

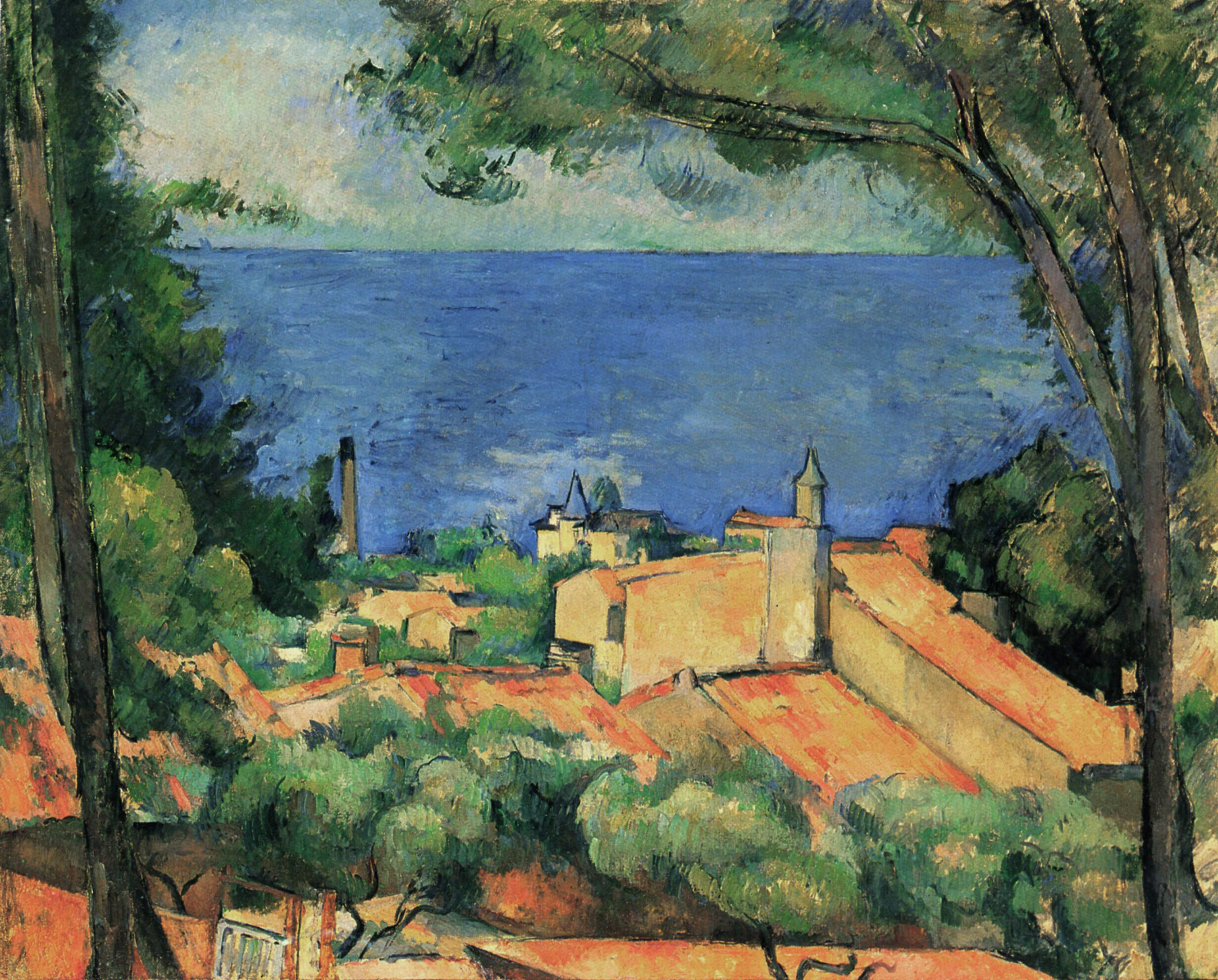
Paul Cézanne, L'Estaque, 1883–1885

L'Estaque es un pequeño pueblo pesquero francés al oeste de Marsella. Administrativamente, pertenece a la comuna de Marsella.
Varios artistas como el escritor Émile Zola (1870, 1877, 1886) o los pintores impresionistas y posimpresionistas como Paul Cézanne, Georges Braque (1906 à 1910), André Derain (1905), Raoul Dufy (1903?), Othon Friesz (1907), Albert Marquet (1916 à 1918), y Auguste Renoir visitaron o residieron en el lugar o en sus cercanías. Algunos pintaron paisajes locales, la carretera que lleva al pueblo y la vista de la Bahía desde el pueblo. Paul Cézanne pintó varias marinas desde su habitación en L'Estaque, mostrando el cambio de las estaciones, el cambio de la luz del día y los cambios del pueblo mismo a lo largo del tiempo.
En febrero de 2010 la Fundación Monticelli se inauguró en L'Estaque. En ella se exponen las obras más representativas del pintor preimpresionista Adolphe Monticelli, junto con las pinturas de otros Maîtres provençaux como Jean-Baptiste Olive. La localización de la fundación dispone de un mirador de toda la bahía de Marsella.